# Дягилев (алмаз)
Дя́гилев — уникальный алмаз ювелирного качества в 207,29 карата, найденный в кимберлитовой трубке «Зарница» в 2016 году. Алмаз назван в честь русского театрального и художественного деятеля Сергея Дягилева. Факт извлечения алмаза назван 6 июля 2016 года в честь VI Международных спортивных игр «Дети Азии», состоявшихся в период с 5 по 17 июля 2016 г.

## Описание
Алмаз добыт на руднике кимберлитовой трубки «Зарница» Удачнинского ГОК и извлечён из руды на обогатительной фабрике № 12 16 мая 2016 года.
Размеры алмаза – 38,0×37,0×18,0 мм. Морфологически алмаз был представлен искажённым кристаллом переходной формы с небольшой рельефностью граней и сколовыми повреждениями. Алмаз бесцветный, с внутренними дефектами в периферийной зоне: небольшими в виде включений и большими в виде трещин.

## Представление (бриллиант)
Бриллиант огранён в 2020 году из алмаза «Дягилев» специалистами «Бриллианты АЛРОСА», которые посвятили этой работе полтора года. Масса огранённого бриллианта ступенчатой огранки «изумруд» (57 граней) составил 100,94 карата, размеры – 32,40×22,64×14,61 мм. В итоге бриллиант стал крупнейшим в истории отечественного гранильного дела. Помимо главного огромного бриллианта из двухсоткаратного кристалла, было огранено ещё 8 бриллиантов – 6 груш, овал и круглый бриллиант, самый крупный из которых имеет массу 6,05 карата.
Название бриллианту дано в честь 100-летия балетной антрепризы Сергея Дягилева «Русские сезоны». Бриллиант входит в одноименную уникальную «театральную» коллекцию бриллиантов — «Представление» (The Spectacle).
Качественные характеристики бриллианта «Представление» в соответствии с оценкой «Геммологического института Америки» (GIA): цвет – «D» (бесцветный), чистота – «IF» (internally flawless, без внутренних дефектов), качество полировки – «EX» (excellent, превосходное), параметры симметрии – «Good» (хорошие). Флюоресценция в длинноволновом ультрафиолете при стандартных условиях оценки – отсутствует. Физико-химический тип – «IIa».
Бриллиант продан на женевских торгах аукционного дома «Christie's» в мае 2021 года за 12,84 млн CHF (более 1,05 млрд RUB).